# Хаміль
Хаміль (також відомий як Хамелеон; справжнє ім'я — Андрій Леонідович Пасічний, рос. Андре́й Леони́дович Па́сечный, нар. 19 жовтня 1979, Ростов-на-Дону, СРСР)— російський репер, учасник групи «Каста».

## Біографія
Народився 19 жовтня 1979 року у місті Ростов-на-Дону. Його мати була молодшим науковим співробітником у НДІ, батько – викладачем у РГУ, кандидатом математичних наук, також у Андрія є брат Олексій, який старший за нього на 10 років. З дитинства виявляв інтерес до музики — першим музичним інструментом Хаміля стала шестиструнна гітара старшого брата. У другому класі почав навчатися у класі фортепіано у музичній школі, але через пару років покинув її. Середню освіту здобув у школі №92 Ростова-на-Дону. У школі Хаміль виявляв інтерес до літератури, особливо йому подобалися твори Стругацьких, Джорджа Оруелла та Ернеста Гемінґвея. Також він займався англійською мовою — пізніше знання мови відіграло велику роль у захопленні репом.